# Primordium
Pour jeu vidéo, voir Primordia (jeu vidéo).
Un primordium (au pluriel primordia) est une ébauche d'organe d'une plante ou d'un champignon (mycota).
Le développement d'un primordium aboutit à la formation de l'organe.

## Botanique
En botanique, les primordia sont des renflements à la surface du méristème. Ces renflements se produisent dans des zones particulières du méristème, marquées par une forte activité mitotique accompagnée de phénomènes de différenciation cellulaire. 

## Mycologie
En mycologie, le primordium est un sporophore jeune, qui comporte encore le voile général qui protège le sporophore et le voile partiel qui protège les organes de reproduction, les tubes ou les lames. 